# Bouroum-Bouroum
Bouroum-Bouroum là một tổng thuộc tỉnh Poni ở phía nam Burkina Faso. Dân số năm 2006 là 9308 người. Thủ phủ là thị xã Bouroum-Bouroum.

## Thị xã và làng xã
Dưới đây là danh sách các thị xã và làng xã của tổng Bouroum-Bouroum:
Banlo, Bouméo, Gbonfléra, Hella, Kokora, Konséra, Mingboura, Séouo, Sibéra, Sidana, Tikitioanao, Timbarbitionao, Tiogagara và Youmpoa-Tiopanao.